# Kočkor

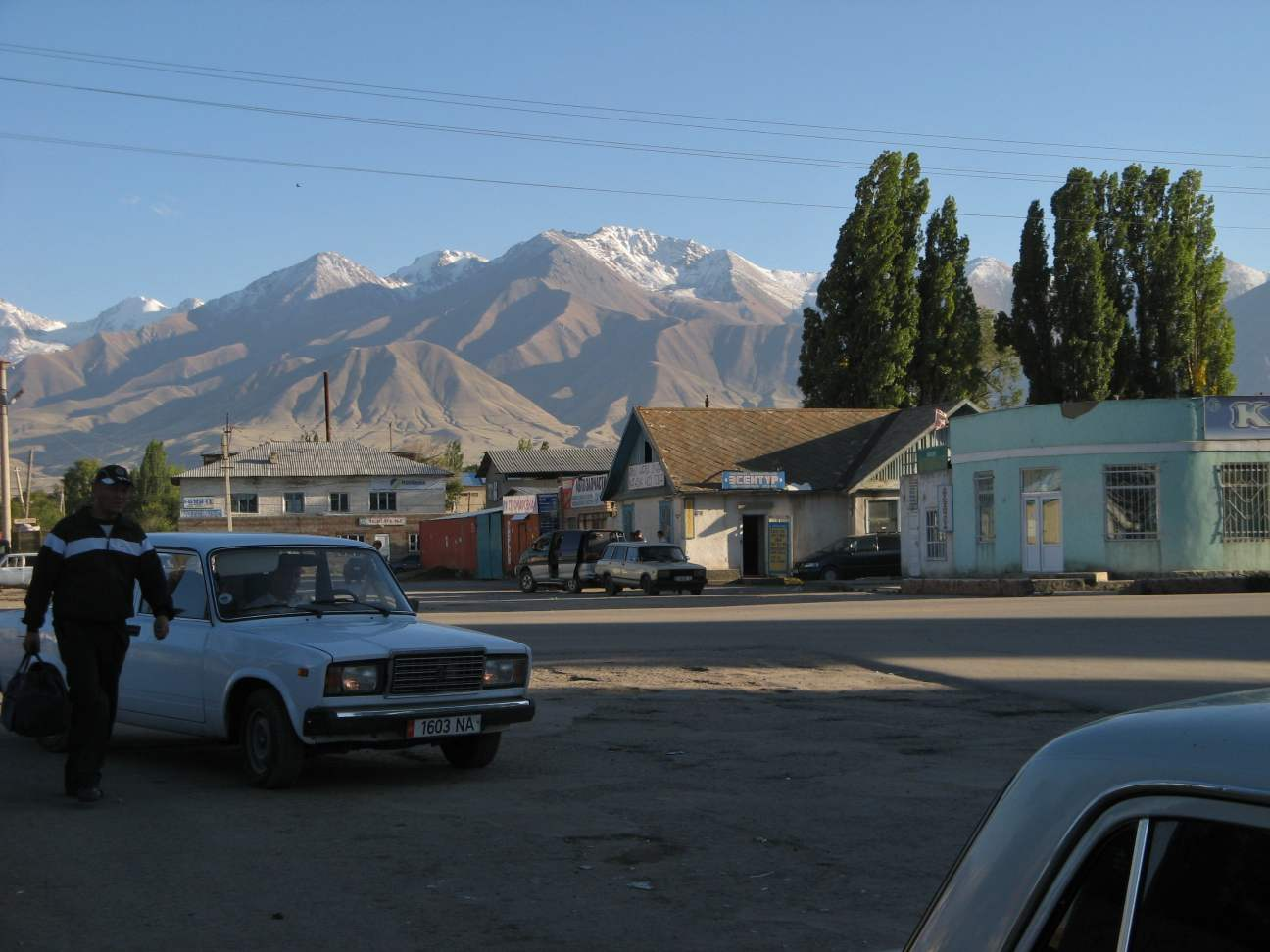
Centro di Kočkor

Kočkor (in kirghiso Кочкор?, Koçkor; in russo Кочкорка?, Kočkorka), precedentemente conosciuta come Stolıpin (in kirghiso Столыпин?; in russo Столыпино?, Stolypino), è una città del Kirghizistan, capoluogo del distretto omonimo.
L'insediamento si trova sull'autostrada A365 che porta a nord verso la capitale Biškek e a sud al Passo Torugart, nei suoi pressi si trova altresì il bacino dell'Orto-Tokoy; Kočkor è un buon punto di partenza per le escursioni e dispone di infrastrutture turistiche discretamente sviluppate, tra le quali anche un museo.